# Närkes runinskrifter 4

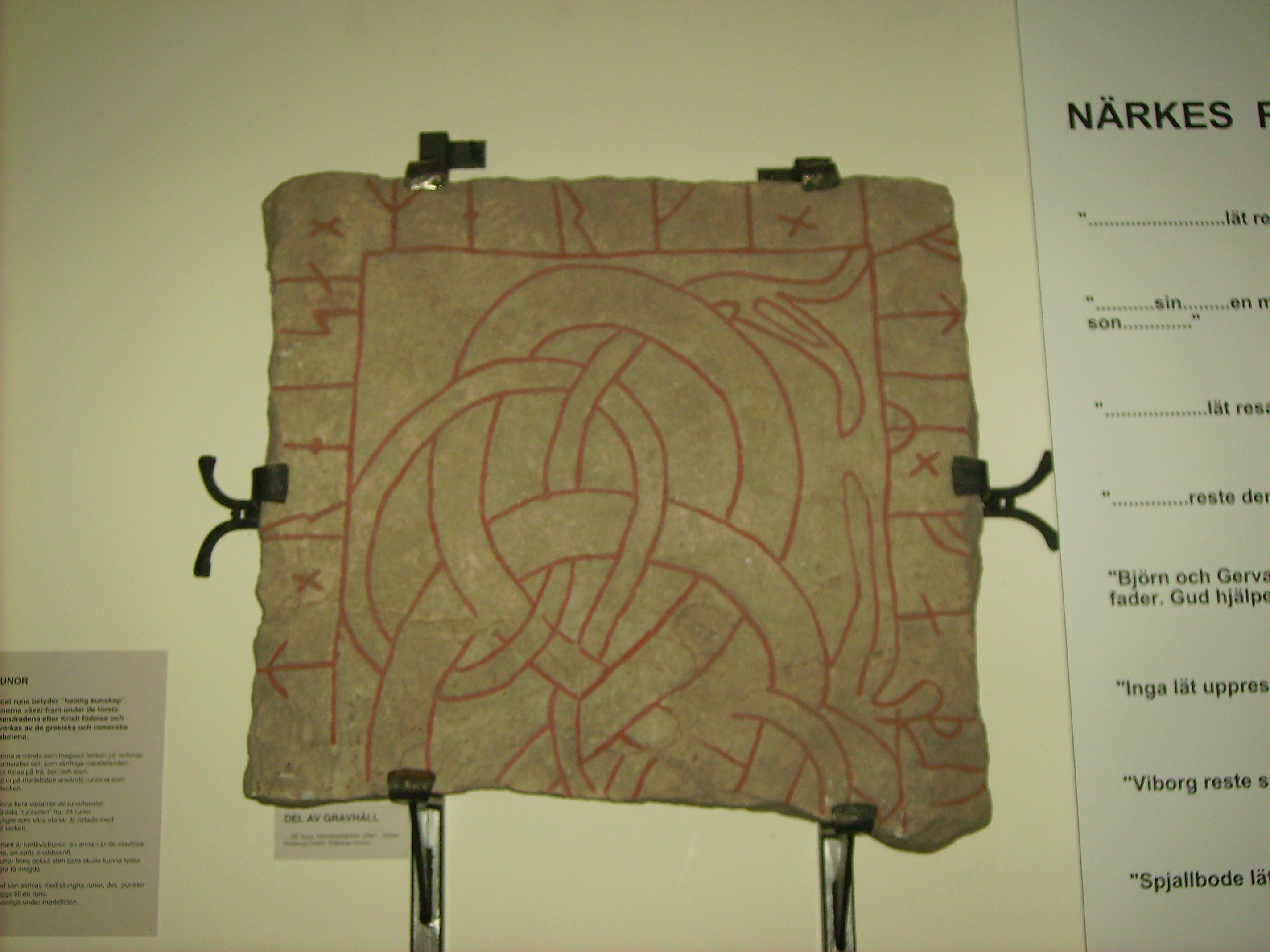
Gravhällsdelen på Örebro läns museum

Närkes runinskrifter 4 är ett fragment av en runristad gravhäll av sandsten som hittats vid Riseberga kloster i Edsbergs socken, Lekebergs kommun.

## Historik
Nä 4 hittades 1902 på ett gärde nära Riseberga klosterruin. Den överlämnades till Örebro läns museum 1913 och där finns den fortfarande. Stenen har fungerat som lockhäll till en gravkista, en kista som dessutom varit försedd med stengavlar. Den är troligen från slutet av 1000- eller början av 1100-talet..

## Stenen och dess inskrift
Stenen är huggen ur grå sandsten och det bevarade fragmentet är näst intill kvadratiskt men gravhällen bör ursprungligen ha varit rektangulär och dubbelt så stor. Runinskriften löper längs med hällens kant och är djupt huggen och tydlig. Stenens mittparti är istället täckt av ornamentala ormslingor. 
Runinskriften lyder
...t × reisa × merki × iftiR × faþu...
... (le)t ræisa mærki æftiR faðu(r) ...
”... lät resa minnesmärket efter fader (sin)”.
Formuleringen "resa minnesmärket" syftar antagligen på de ovan nämnda gavelstenarna som stått uppresta vid kistans kanter.

## Andra stenar från Riseberga
Förutom Nä 4 har tre andra fragment av gravstenar påträffats vid Riseberga och dessa har fått signum Nä 5-7. Även dessa kan dateras till 1000-talets slut eller 1100-talets början men i motsats till Nä 4 är de bildstenar, det vill säga de saknar runinskrift och är bara försedda med olika inristade mönster.
Närkes runinskrifter 5 är c:a 1.5 m hög, av sandsten och prydd med två hopflätade drakslingor. Stenen har antagligen fungerat som gavelsten till en gravkista och hittades i en åker vid Riseberga klosterruin, troligen redan 1899.. Sedan 1913 förvaras den i likhet med Nä 4 på Örebro läns museum
Närkes runinskrifter 6 och 7 är fragment av gravhällar försedda med inristade ormslingor. Nä 6 finns på Örebro länsmuseum medan Nä 7 numera är försvunnen. Ett fotografi av stenen från 1902 finns dock bevarat.